# 骡马市站
骡马市站位于中国四川省成都市青羊区，是成都地铁1号线与4号线的换乘站，于2010年9月27日启用。

## 车站概况
本站位于青羊区西御河街道人民中路一段骡马市路口，周边为成都市20世纪90年代的核心商务区。因老地名“骡马市”而得名。1号线于2010年9月27日启用，4号线于2015年12月26日启用。

## 车站结构
骡马市站1号线和4号线各有1个岛式月台，10号线和18号线部分尚在修建中。1号线站厅南侧（C出口预留处）设有无障碍卫生间。
|                              |  | 1号线往韦家碾（文殊院）           |
| 島式 · 開左邊车门 · 往 4号线 |  |                                   |
|                              |  | 1号线往科学城或五根松（天府广场） |

|                              |  | 4号线往万盛（宽窄巷子） |
| 島式 · 開左邊车门 · 往 1号线 |  |                         |
|                              |  | 4号线往西河（太升南路） |

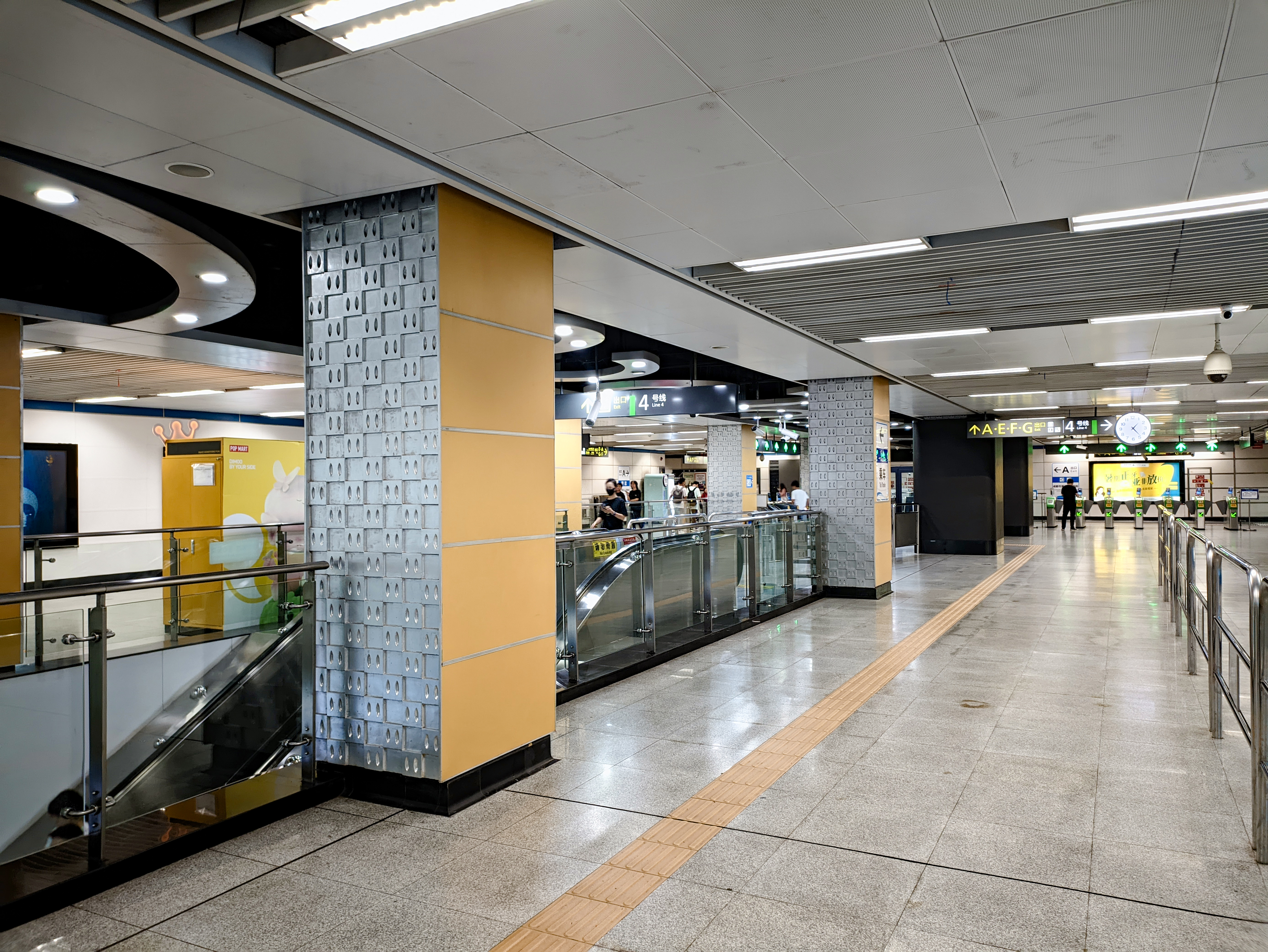
站厅层
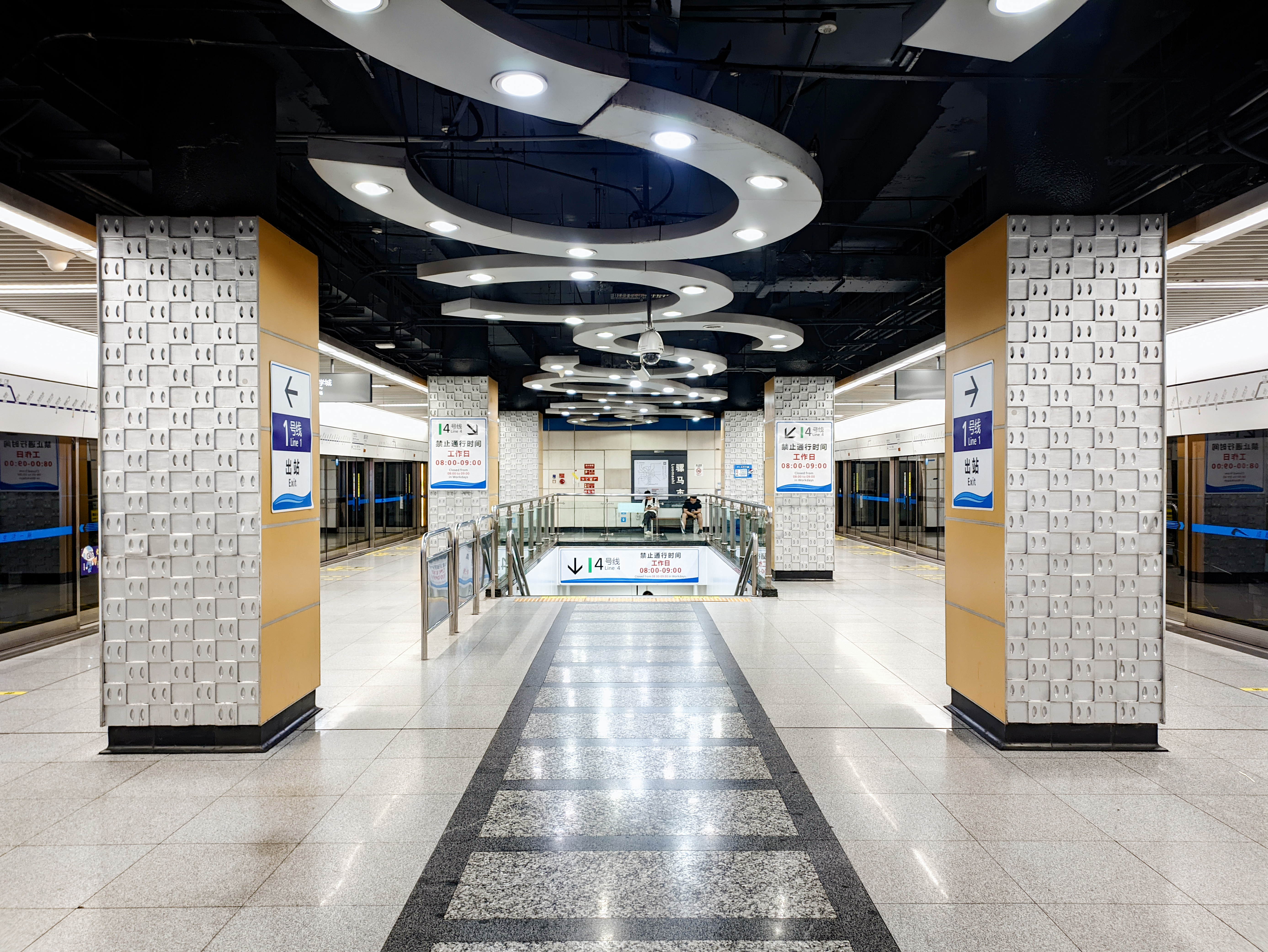
1号线站台层
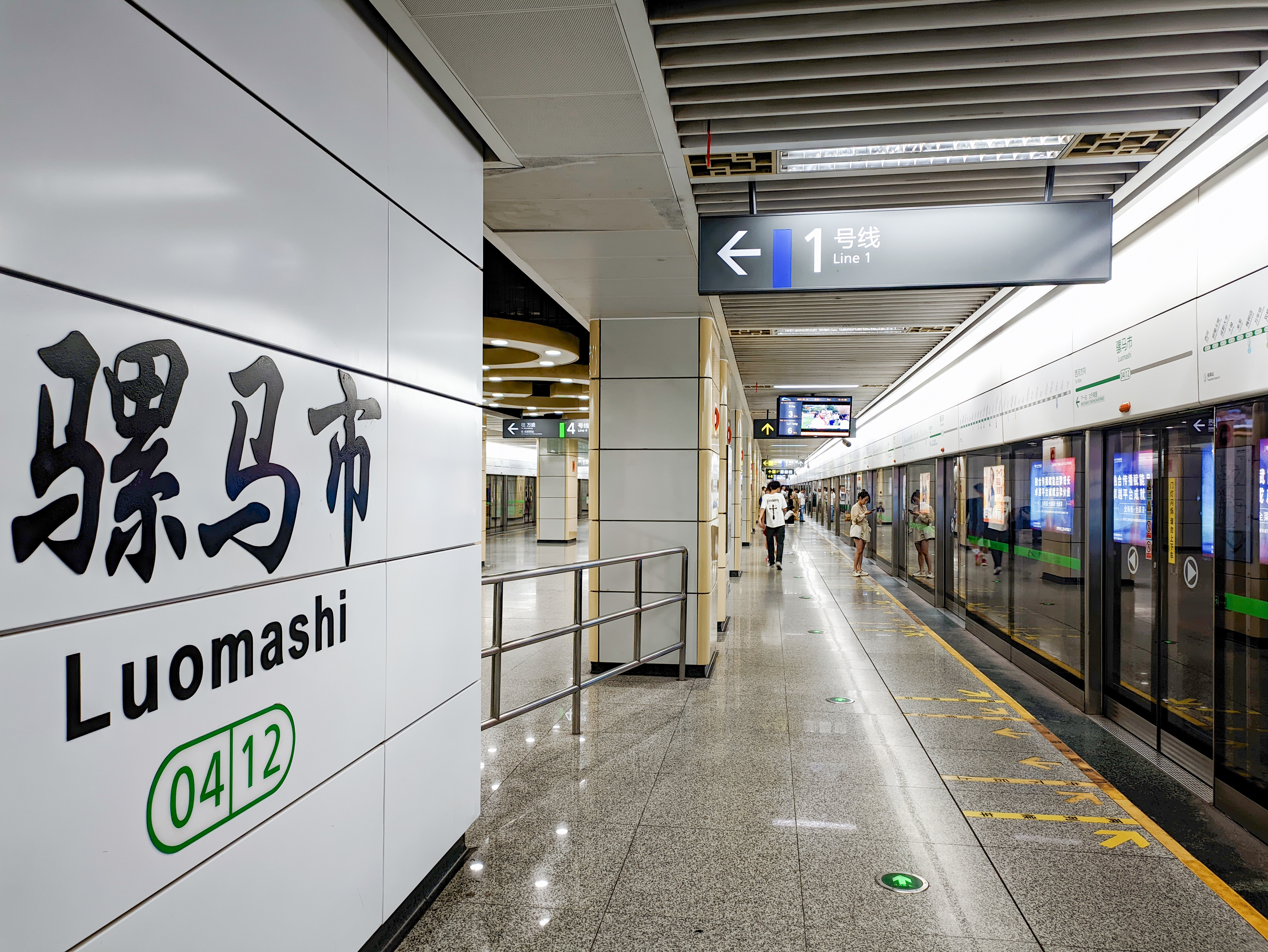
4号线站台层
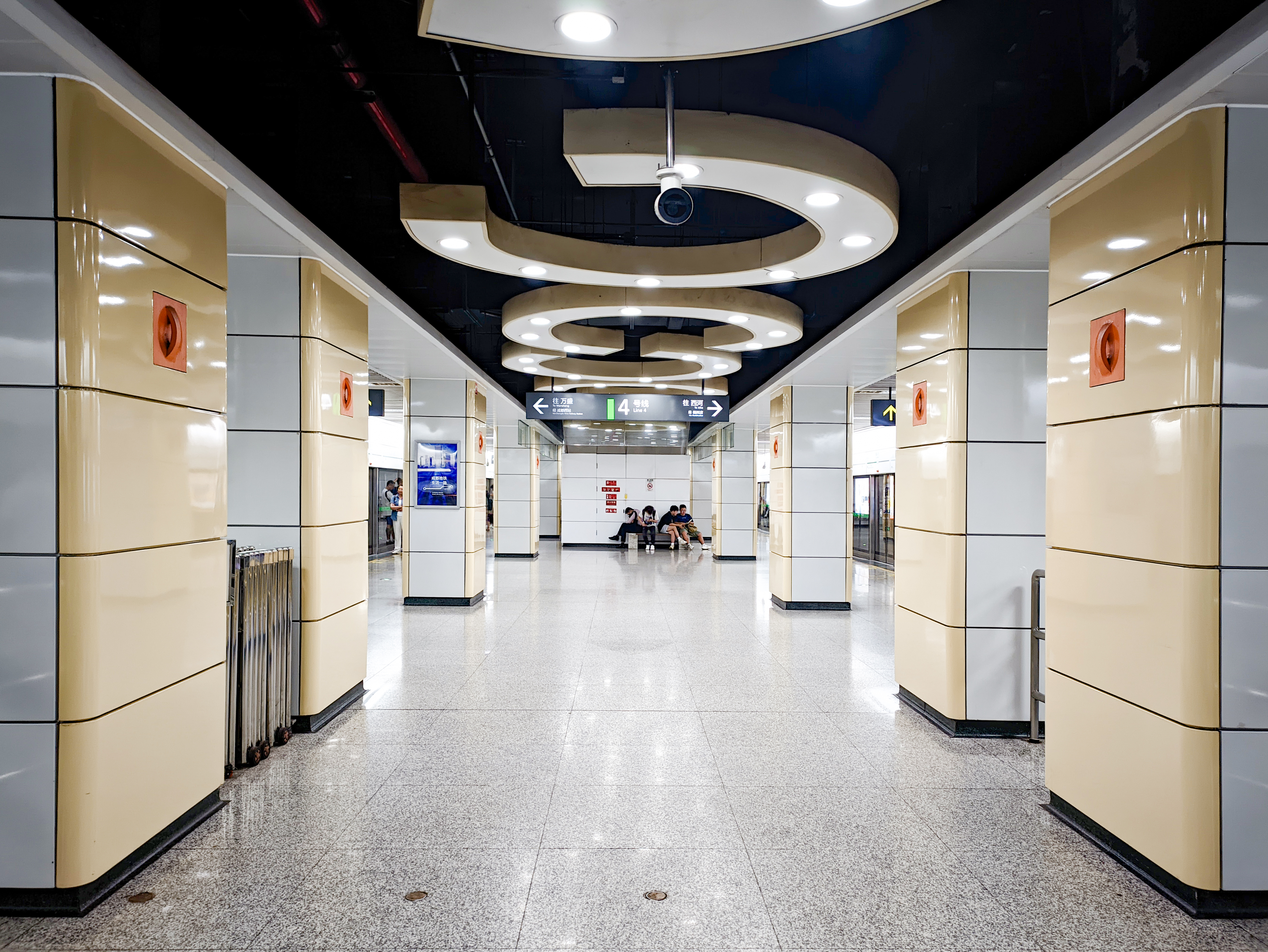
4号线站台层
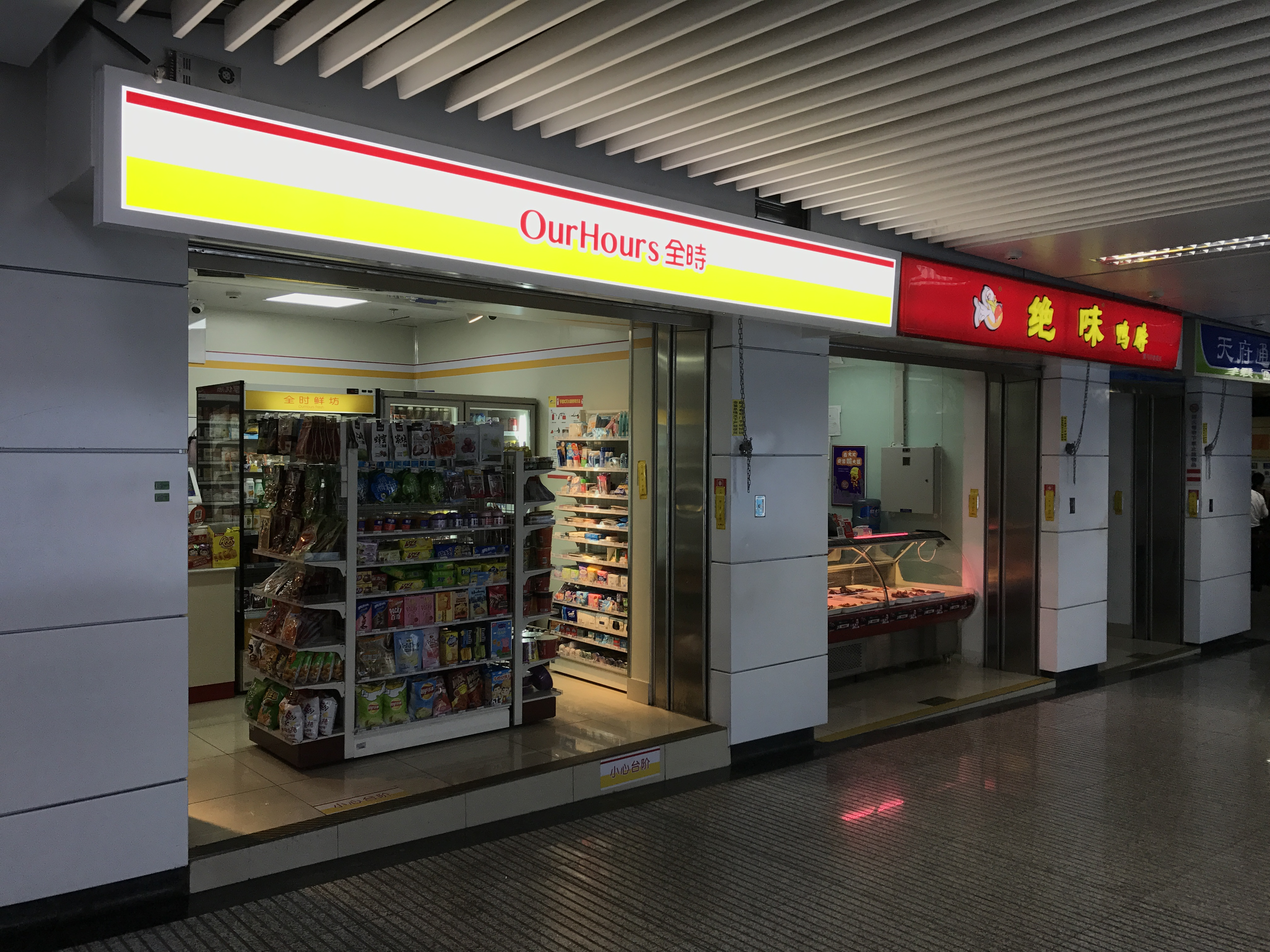
站内商店
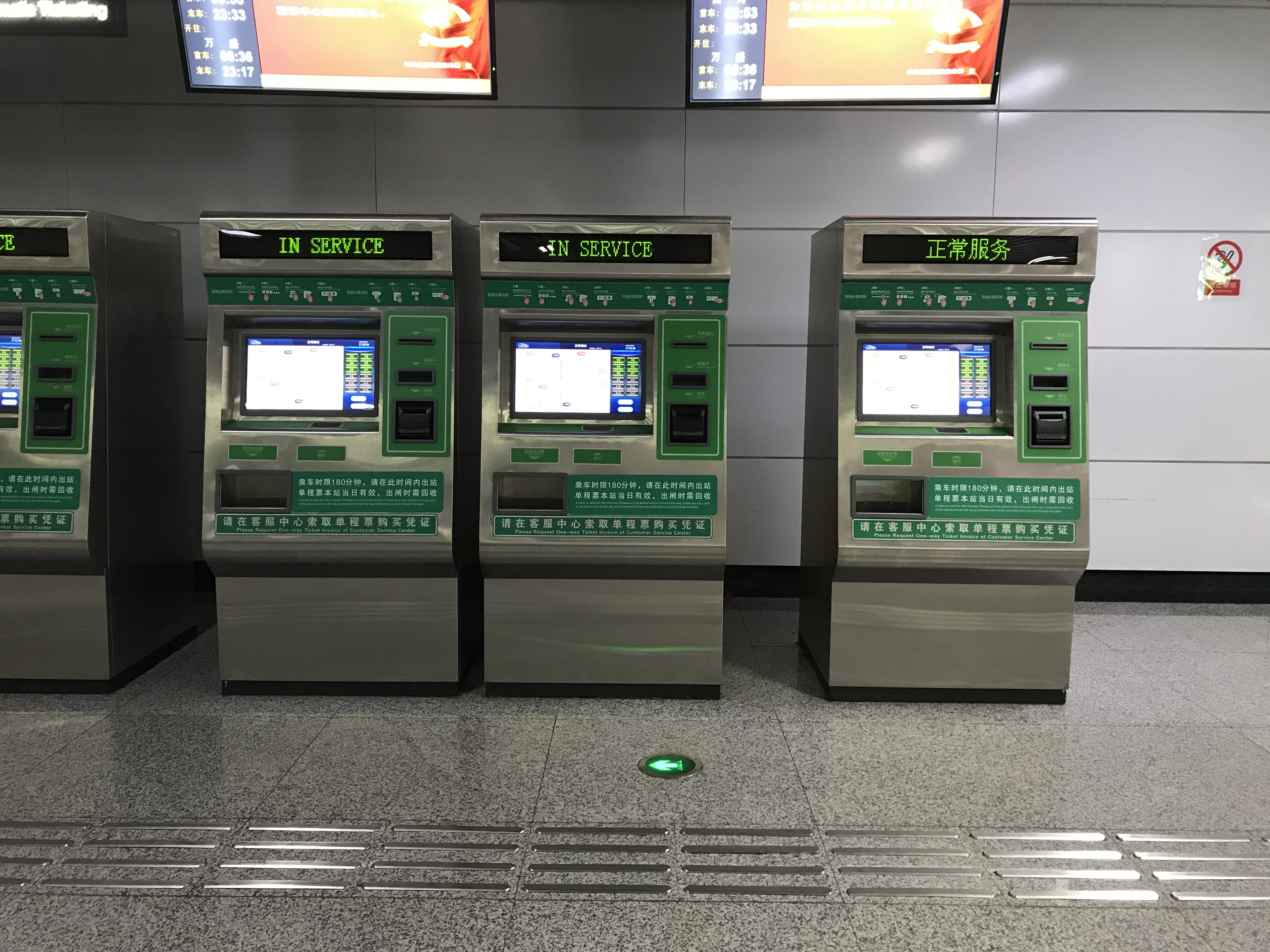
4号线自动售票机

## 内装与公共艺术

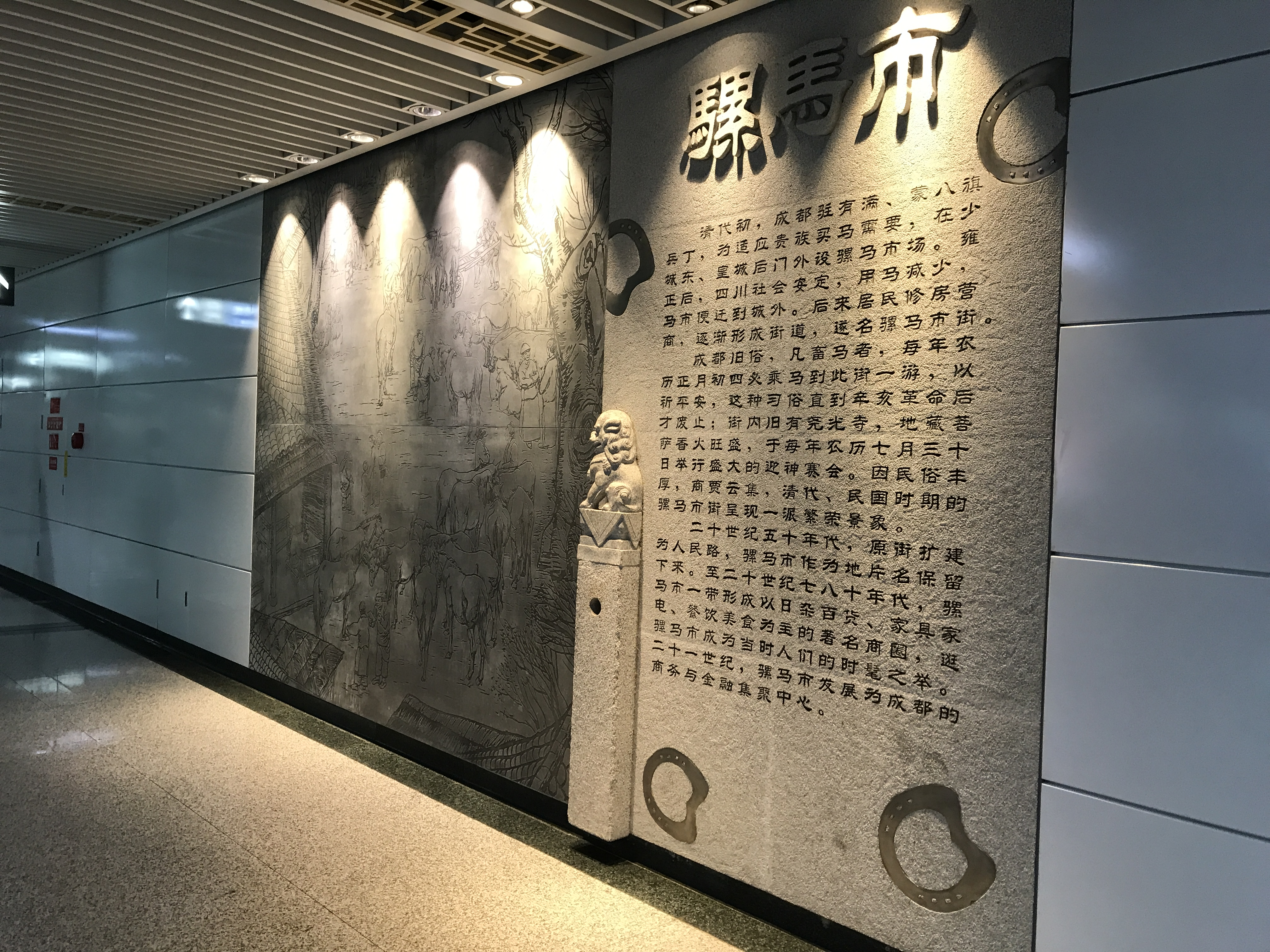
介绍骡马市历史的站厅艺术壁

本站在装修设计上，从当年繁荣的骡马市场中提炼元素，天花采用“马蹄”造型、柱面加入“拴马桩”元素，来隐喻马市消失而踪影尚存，艺术墙讲述“骡马市”的由来和市井故事，以这样的形式留存骡马市当年的风光盛景。

## 出入口
本站目前开放5个出入口。
|          |                         |                                                  |      |
|          |                         |                                                  |      |
| 编号     | 设施                    | 指示                                             | 照片 |
|          | 轮椅升降台              | 羊市街、人民中路二段、成都市第三人民医院         |      |
| 出口 · D |                         | 人民中路一段、东二巷、东御河沿街、成都市体育中心 |      |
| 出口 · E |                         | 西玉龙街、上升街、东华门街                       |      |
| 出口 · F | 无障碍电梯 无障碍卫生间 | 西玉龙街、小福建营巷、大福建营巷                 |      |
| 出口 · G |                         | 西玉龙街、人民中路二段                           |      |

## 公交换乘
16路; 48路; 55路; 56A路; 56路; 298路等

## 历史
- 2006年7月28日，1号线车站开始打围[6]。
- 2007年1月22日，1号线车站主体结构施工[7]。
- 2008年6月13日，1号线车站主体结构封顶[8]。
- 2010年9月27日，1号线车站启用[2]。
- 2014年7月，4号线车站主体结构封顶。
- 2015年12月26日，4号线车站启用。
- 2022年8月24日，10号线、18号线车站主体结构施工[9]。
- 2023年，10号线车站主体结构封顶[3]。
- 2023年7月15日，18号线车站主体结构封顶[3]。

## 未来发展
- 预计2025年10号线三期工程开通后，本站将成为1号线、4号线和10号线三线换乘站。[10]
- 预计2026年18号线三期工程开通后，本站将成为1号线、4号线、10号线和18号线四线换乘站，同时也将是成都地铁首个四线换乘车站。[11]